# Ла-Рода (Альбасете)
Ла-Рода (ісп. La Roda) — муніципалітет в Іспанії, у складі автономної спільноти Кастилія-Ла-Манча, у провінції Альбасете. Населення — 16 299 осіб (2010).
Муніципалітет розташований на відстані близько 190 км на південний схід від Мадрида, 35 км на північний захід від Альбасете.
На території муніципалітету розташовані такі населені пункти: (дані про населення за 2010 рік)
- Ла-Рода: 16277 осіб
- Санта-Марта: 22 особи

## Демографія
Динаміка населення (INE ):

## Галерея зображень

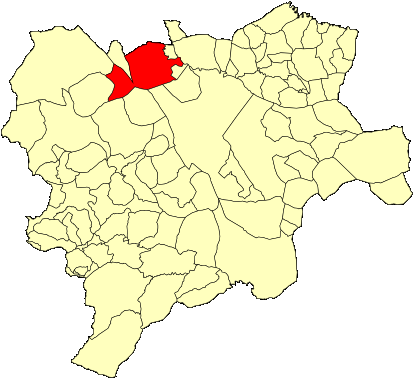
Розташування муніципалітету у провінції Альбасете
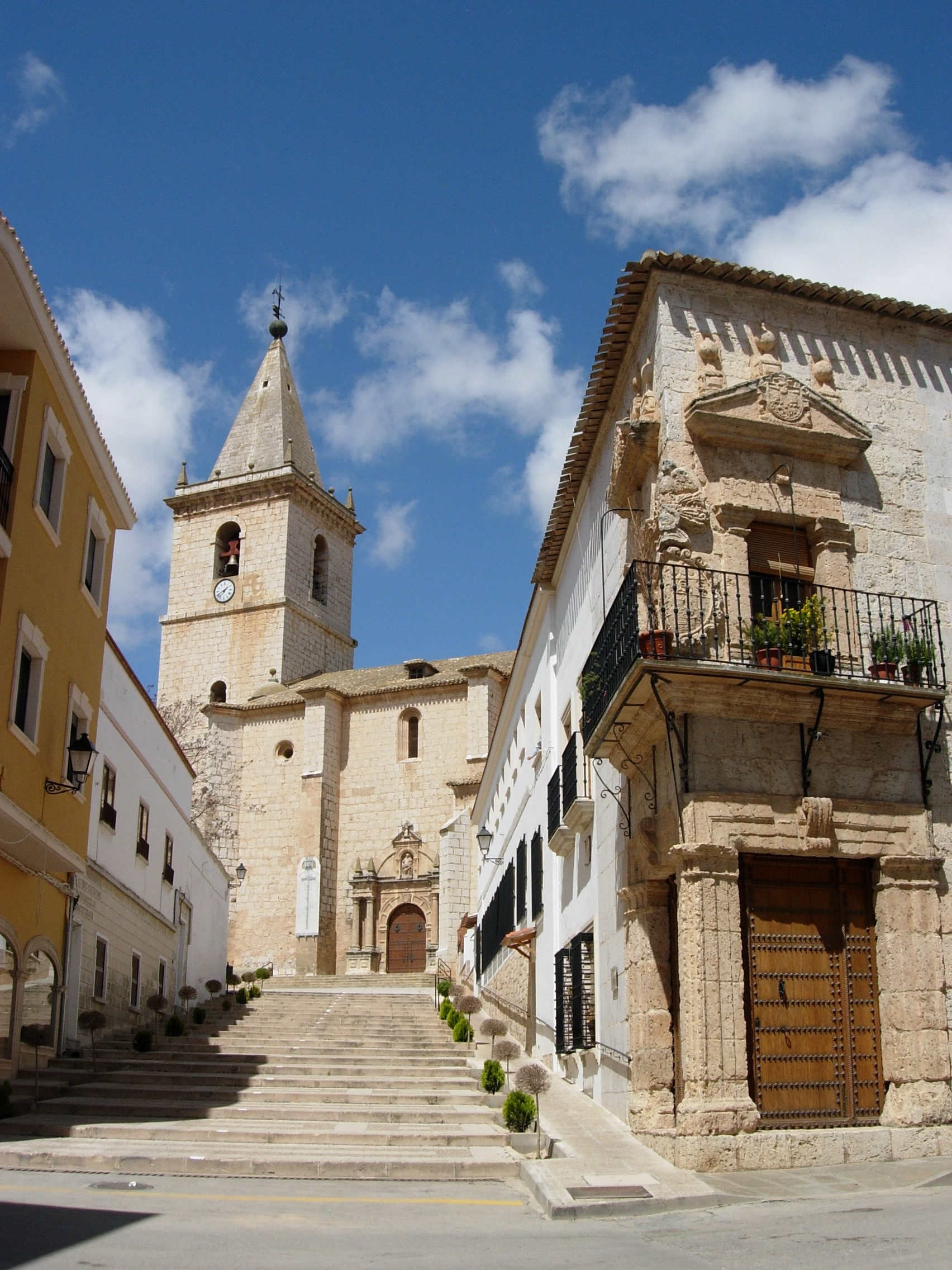
Вулиця Педро Карраско